# Rio Awali
O rio Awali (em árabe: نهر الأولي) é um rio perene situado na região meridional do Líbano. Tem 48 quilômetros de extensão, originando-se a partir dos montes Barouk, a 1492 metros de altitude, e Niha. O Awali tem dois afluentes, o Barouk e o Aaray; em sua seção mais alta também é conhecido como rio Bisri. Seu percurso passa pelo lado ocidental do Monte Líbano, e deságua no Mediterrâneo. Tem uma descarga fluvial de 10,1625 metros cúbicos por segundo, e forma uma bacia hidrográfica que ocupa uma área de cerca de 294 quilômetros quadrados.